# 碧城镇
碧城镇，是中华人民共和国云南省楚雄彝族自治州禄丰市下辖的一个乡镇级行政单位。

## 行政区划
碧城村、青山村、好义村、樊厂村、张通村、街子厂村、猫街村、前营村、西河村、万松村、胜利村、上村、下村、西山村和洪流村。